# Кучко
Ку́чко (в сочинениях XVII века Степа́н Ива́нович Ку́чка) — суздальский боярин XII века, который предположительно владел сёлами и деревнями по реке Москве, в местах, где впоследствии был основан город Москва. От имени Кучко образовались топонимы — Кучково было прежним именем Москвы, и даже служило альтернативным названием; от него же — Кучково поле. В связи с деятельностью и убийством в 1174 году Андрея Боголюбского в летописях несколько раз упоминаются его родственники — Ку́чковичи.
В 2015 году при реставрации Спасо-Преображенского собора в Переславле-Залесском была открыта надпись-граффити XII века, содержавшая имена убийц князя Боголюбского, начиная с имён Кучковичей, и описание обстоятельств убийства.
К боярину Кучке возводили свой род дворяне Износковы.

## Происхождение
Лингвист В. Н. Топоров сравнивал имя Кучко с прусскими топонимами Kuczke, Kuczithen, именем Kutcze, литовскими антропонимом Kucaitis и топонимами Kučkelių vk., Kučkų km., Kučių km., Kučiškės km. Лингвист А. Л. Шилов предполагал, что Степан Кучко происходил из местной мерянской аристократии. На это указывает его имя. По мнению исследователя, оно с большей вероятностью происходит из финно-угорской лексики (ср. луговомар. кучкыж — «орёл» и луговомар. кучык — «короткий»), нежели славянской.

## Сказания о Кучке и Кучковичах
На этот скудный исторический каркас народное воображение в XVII—XVIII веках нарастило массу беллетристических подробностей, связанных с основанием Москвы. Так, в поздних источниках появляются сообщения, что владимиро-суздальский князь Юрий Долгорукий будто бы проездом остановился в Кучковой местности, а Кучко приказал убить за какую-то грубость (в других версиях — за попытку отравления), завладел сёлами убитого боярина и заложил на берегу реки Москвы город, который на первых порах назывался Кучко́во, а затем — Москва: «Москва рекше Кучково».
Этим убийством составители повестей объясняли кровную месть Кучковичей против Юрьева сына. Согласно тем же сказаниям, детей Кучко великий князь взял с собой в Суздаль или Владимир, и на дочери Кучко, Улите, женил своего сына Андрея. В 1155 году, когда Юрий утвердился в Киеве, Андрей тайно от него уехал в Суздальскую землю; как замечено в одной из летописей, на это его «лестию подъяша Кучковичи». Один из братьев, замешанный в каком-то злодеянии, был казнён по приказу Андрея; другой брат, Яким, возненавидел за это князя и участвовал в его убийстве.
Информация В. Татищева о романтической истории Юрия и жены Кучко, в результате чего Кучко будто бы и был убит, неправдоподобна, а сказание[какое?] об участии жены Андрея, Кучковны, в заговоре на жизнь мужа опровергается другим сказанием[каким?], по которому Андрей был женат в то время уже во второй раз.
В художественных повестях XVII века Степан (Стефан) Иванович Кучко (Кучка) представлен суздальским боярином, владевшим сёлами и деревнями (так называемыми «красными слободами») на слиянии рек Москвы и Неглинной. Этот край был плодороден и населён крестьянами. Этот край назывался Кучково или Кучково Поле.
Согласно «Повести о начале града Москвы», когда к Степану Кучке прибыл князь Юрий Долгорукий, боярин «очень возгордился и не почтил великого князя подобающею честью, какая надлежит великим князьям, и поносил его к тому же». За это Юрий Владимирович велел схватить боярина Кучку и казнить его. Сёла, принадлежавшие Кучковичам, Юрий Долгорукий присоединил к себе, основав здесь в 1147 году город Москву.
У Степана Кучки было двое сыновей: одного из них звали Яким (Аким, Иаким), имя второго неизвестно. В «Повести о начале Москвы» сыновьями Кучки названы Яким и Пётр: «сыны же его, видев млады суща и лепы зело, имянем Пётр и Аким» В то же время, Суздальская летопись говорит о том, что Пётр был не сыном, а «зятем Кучковым». По другой версии, один из братьев-Кучковичей был казнён князем Андреем Боголюбским, что настроило Якима Кучковича против брата.
Дочь Кучки, Улита Степановна (Стефановна) с 1148 года была замужем за Андреем Юрьевичем Боголюбским. Кучковичи служили Андрею Боголюбскому. Известно, что в 1155 году, когда Юрий Долгорукий утвердился в Киеве, Андрей тайно от него уехал в Суздальскую землю; как замечено в одной из летописей[какой?], на это его «лестию подъяша Кучковичи».
Называется ряд причин, которые привели к заговору против князя Андрея Юрьевича Боголюбского. Одной из главных причин была борьба великого князя и боярства. Также отношение бояр к князю испортилось после военного похода 1173 года Андрея на Киев против Ростиславичей (Рюрика Киевского и Мстислава Храброго), в ходе которого дружины Андрея и его союзников потерпели поражение под Вышгородом. Кроме того, часто причиной называют жёсткий характер князя — поводом к заговору стала казнь одного из Кучковичей, после которой Яким Кучкович сказал заговорщикам: «Сегодня этого казнил, а завтра — нас, промыслим-ка об этом князе».
Помимо Якима заговор возглавляли Пётр Кучкович (Кучков зять), княжеский ключник Анбал Ясин, а также приближённый князя Ефрем Моизич. Всего было 20 заговорщиков. Считается также, что в заговоре принимала участие Улита Кучковна, жена князя Андрея, хотя есть версия, что к тому моменту Андрей был женат вторично, на другой не названной в летописях жене. В ночь с 28 на 29 июня 1174 года заговорщики подошли к спальне князя Андрея, один из них попытался обмануть князя и представился княжеским слугой Прокопием (этот Прокопий также был убит), но князь по голосу понял, что это не его слуга. Тогда заговорщики, опасаясь, что князь поднимет тревогу, вломились в его покои, завязалась драка. Князь бросился за своим оружием — Мечом Святого Бориса, но он был предусмотрительно вынесен из княжеских покоев ключником Анбалом. Князь сражался с заговорщиками голыми руками, однако от ударов мечами и копьями вскоре ослаб и упал.
После этого заговорщики срочно удалились из княжеской спальни, пытаясь спасти своего товарища, который в суматохе был изранен копьём. Андрей в это время пришёл в себя и попытался скрыться и позвать на помощь. Заговорщики обнаружили Андрея по кровавому следу, после чего Пётр Кучкович нанес князю последний удар, отрубив ему руку. После убийства князя заговорщики разграбили дворец в Боголюбове.
После смерти Андрея Боголюбского началась междоусобная война. Заговорщики Кучковичи, оставшиеся в живых, согласно некоторым источникам, были казнены после утверждения во Владимире Всеволода Большое Гнездо, младшего брата Андрея: якобы Всеволод «Кучковичи поймал, и в коробы саждая в озере истопил». По указанию Всеволода была казнена и Улита Степановна (или, возможно, вторая неназванная жена Андрея), принимавшая участие в заговоре.
Имя Кучки осталось не только в легендах, но и в названиях местностей. В XV веке в Суздальской земле упоминается волость Кучка, в Москве тогда же хорошо знали урочище Кучково поле, находившееся в районе позднейших Сретенских ворот. Но самое важное то, что ещё во второй половине XII века Москва носила двойное название: «Москва рекше Кучково» («Москва, то есть Кучково»).

## Образ боярина Кучки в кино
- Князь Юрий Долгорукий (1998; Россия, режиссёр Сергей Тарасов, в роли Кучки Борис Невзоров).